# کاتسوتوشی تسوماگاری
کاتسوتوشی تسوماگاری (انگلیسی: Katsutoshi Tsumagari؛ زادهٔ ۲ نوامبر ۱۹۷۵) بازیکن والیبال اهل ژاپن بود.
از باشگاه‌هایی که در آن بازی کرده‌است می‌توان به سانتوری سان‌بردز اشاره کرد.